# Episodi di Lassie (serie televisiva 1954) (dodicesima stagione)
Gli episodi della dodicesima stagione di Lassie sono stati trasmessi per la prima volta negli USA tra il 12 settembre 1965 e il 1º maggio 1966. La stagione fa parte di "The Ranger years" in quanto Lassie è di proprietà di Corey, una guardia forestale; è stata girata a colori come le successive.
| n° | Titolo originale            | Titolo italiano                      | Prima TV USA      | Prima TV Italia |
| -- | --------------------------- | ------------------------------------ | ----------------- | --------------- |
| 1  | Lassie Meet a Challange     | Lassie raccoglie la sfida            | 12 settembre 1965 |                 |
| 2  | Sudden Fury                 |                                      | 19 settembre 1965 |                 |
| 3  | Lassie and the Dinamite     |                                      | 26 settembre 1965 |                 |
| 4  | Lassie and the Seagull      | Lassie e il gabbiano                 | 3 ottobre 1965    |                 |
| 5  | Charlie Banana              | Il ladro misterioso                  | 10 ottobre 1965   |                 |
| 6  | In the Eyes of Lassie       | Missione ricerca                     | 17 ottobre 1965   |                 |
| 7  | Trouble at Paradise Lake    | Lago Paradiso                        | 24 ottobre 1965   |                 |
| 8  | Little Dog Lost             | Il cucciolo sperduto                 | 31 ottobre 1965   |                 |
| 8  | Lassie's Time of Peril      |                                      | 7 novembre 1965   |                 |
| 10 | In the Middle of Splendor   | Due ragazzi spericolati              | 14 novembre 1965  |                 |
| 11 | Lassie Saves a Life         | Lassie salva una vita                | 21 novembre 1965  |                 |
| 12 | The Waif                    | Basta un amico                       | 28 novembre 1965  |                 |
| 13 | Crisis                      | La paura di Annie                    | 5 dicembre 1965   |                 |
| 14 | Pitfall                     | Lassie e il piccione                 | 12 dicembre 1965  |                 |
| 15 | Temper the Wind             | Il vento deve cambiare               | 19 dicembre 1965  |                 |
| 16 | The Gift of Life            |                                      | 26 dicembre 1965  |                 |
| 17 | Lassie Catches the Poachers | Pesca pericolosa                     | 2 gennaio 1966    |                 |
| 18 | The Town That Wouldn't Die  |                                      | 16 gennaio 1966   |                 |
| 19 | Just One Old Cow            | Un amore ricambiato                  | 23 gennaio 1966   |                 |
| 20 | The Outcast                 |                                      | 30 gennaio 1966   |                 |
| 21 | Cradle of the Deep          | Lassie e il linguaggio degli animali | 6 febbraio 1966   |                 |
| 22 | The Homesick Hound          |                                      | 13 febbraio 1966  |                 |
| 23 | The Silent Threat           | La minaccia silenziosa               | 20 febbraio 1966  |                 |
| 24 | The Friendless              | Un ragazzo da salvare                | 27 febbraio 1966  |                 |
| 25 | Avelanche                   | La Valanga                           | 6 marzo 1966      |                 |
| 26 | Babes in the Woods          | I neonati della foresta              | 13 marzo 1966     |                 |
| 27 | Lassie's Rescue Mission     |                                      | 20 marzo 1966     |                 |
| 28 | The Doll                    | La bambola                           | 27 marzo 1966     |                 |
| 29 | The Untamed Land            | Terra vergine                        | 3 aprile 1966     |                 |
| 30 | The Day The Mountain Shook  | Il piccolo Joe                       | 17 aprile 1966    |                 |
| 31 | The Vigil                   |                                      | 24 aprile 1966    |                 |
| 32 | The Strongest Istinct       |                                      | 1º maggio 1966    |                 |

## Lassie raccoglie la sfida
- Titolo originale: Lassie Meet a Challange

### Trama
Una cerva gravida viene investita da un'auto, riuscendo però a salvarsi. Lassie nasconde la cerva con alcune frasche ed avverte Corey, che a sua volta torna sul posto con un veterinario. Difesa da Lassie dall'attacco di un puma, la cerva viene infine curata dal veterinario che fa nascere il cerbiatto.

## Lassie e il gabbiano
- Titolo originale: Lassie and the Seagull

### Trama
Corey visita un amico di suo padre, che ha raccolto un gabbiano ferito ad un'ala. L'uccello riesce a scappare dalla gabbia ed inizia a vagare nel deserto. Sfuggito da un falco e da un serpente a sonagli, il gabbiano viene attaccato da un ocelotto, messo in fuga da Lassie. Corey prende in consegna il gabbiano e dopo averlo curato lo libera sulla costa.

## Il ladro misterioso
- Titolo originale: Charlie Banana

### Trama
Nella sede delle guardie forestali sono spariti vari oggetti e Lassie viene lasciata di guardia. Il ladro tuttavia non è un uomo, ma uno scimpanzé fuggito da una casa vicina. Lassie insegue lo scimpanzé fino alla cantina in cui ha nascosto la refurtiva, raggiunta dal padrone della scimmia e dalle guardie forestali, che recuperano i loro oggetti.

## Missione ricerca
- Titolo originale: In the Eyes of Lassie

### Trama
Corey accompagna un ricercatore in mezzo ad una foresta innevata, ma l'uomo ha un malore e cade rompendo gli occhiali di protezione. I due uomini rimangono accecati dal riflesso sulla neve; Corey trascina lo scienziato fino ad una baracca, ma non avendo possibilità di chiamare aiuto, si fa guidare da Lassie fino ad un palo della luce, tranciandone i fili. Gli operai giunti a riparare il guasto li soccorrono.

## Il cucciolo sperduto
- Titolo originale: Little Dog Lost

### Trama
Una bambina, accompagnata da Lassie, ha appena adottato un cagnolino, ma il cucciolo non è abituato a camminare al guinzaglio e fugge finendo in una palude in mezzo agli alligatori. Ritrovato il cagnolino, Lassie e la bambina cercano di tenere lontani gli alligatori fino all'arrivo di Corey che li porta in salvo.

## Due ragazzi spericolati
- Titolo originale: In the Middle of Splendor

### Trama
Corey e Lassie visitano una zona di alberi secolari, trovandovi i resti di un falò che avrebbe potuto incendiarla. I responsabili sono due motociclisti, che una donna a cavallo tenta di fermare. Il rumore delle moto spaventa però il cavallo che fa cadere la sua padrona e fugge. Resosi conto dell'errore, i due giovani soccorrono la donna mentre Lassie recupera il cavallo.

## Basta un amico
- Titolo originale: The Waif

### Trama
Lassie finisce su un cactus e viene portata dal veterinario, l'unico della zona, che tuttavia ha intenzione di trasferirsi a causa di un lutto. In seguito, le guardie forestali catturano un cane randagio che però scappa finendo travolto dal crollo di un albero. Lassie avverte il veterinario che decide di adottare il cane e grazie alla sua compagnia sceglie di restare.

## Lassie e il piccione
- Titolo originale: Pitfall

### Trama
Mentre si trova a Los Angeles col padrone, Lassie diventa amica di un piccione che la segue in un museo, venendo catturato e messo fuori dal guardiano. In seguito, l'uccello fa coppia con un suo simile che però cade in una fogna per sfuggire ad un gatto. Cercando di non restare intrappolata essa stessa nella melma, Lassie recupera il piccione porgendogli un ramo.

## Il vento deve cambiare
- Titolo originale: Temper the Wind

### Trama
Un incendio minaccia di distruggere la casa di un pastore e Corey cerca di convincere l'uomo a mettersi in salvo. Il pastore non ha però intenzione di allontanarsi così la guardia forestale scava una barriera per fermare il fuoco, mentre Lassie salva un agnellino finito tra le fiamme. Quando ormai l'incendio sta per raggiungere comunque la casa, un cambiamento del vento lo allontana.

## Un amore ricambiato
- Titolo originale: Just One Old Cow

### Trama
Ben, un anziano minatore, si è affezionato ad una mucca che ha trovata ferita e rifiuta di restituirla al legittimo padrone. Questo si rivolge a Corey che fa ragionare l'anziano e lo convince a restituire l'animale. La mucca tuttavia fugge per tornare da Ben ed il proprietario inseguendola cade da cavallo rompendosi una gamba; dopo essere stato soccorso da Ben (con l'aiuto di Lassie), l'uomo per riconoscenza gli regala la mucca.

## Lassie e il linguaggio degli animali
- Titolo originale: Cradle of the Deep

### Trama
Corey ed un suo amico trascorrono una vacanza sulla costa della California, dove Lassie fa amicizia con due otarie. Giocando con le otarie, Lassie finisce però col cadere in mare e non riesce a risalire sugli scogli a causa della potenza delle onde; una delle otarie avverte Corey che si tuffa salvando la sua cagna.

## La minaccia silenziosa
- Titolo originale: The Silent Threat

### Trama
Le guardie forestali cercano di salvare un tratto di foresta spargendovi insetticida con un elicottero, ma un allevatore di cavalli è convinto che ciò sia nocivo e quando uno dei suoi puledri muore fa causa alle guardie. Nel frattempo un altro puledro al pascolo si ammala: messi in allarme da Lassie, Corey e l'allevatore accorrono sul posto: Corey si accorge tuttavia che la causa è un'erba velenosa e l'uomo ritira la denuncia.

## I neonati della foresta
- Titolo originale: Babes in the Woods

### Trama
Una femmina di procione lotta con un coyote per difendere i suoi cuccioli, ma cade in un fiume e viene trascinata lontano dalla corrente. I cuccioli rimangono senza cibo e Lassie "ruba" un biberon per sfamarli; uno dei cuccioli si allontana ugualmente e cade in un burrone, ma Lassie lo salva porgendogli un ramo. Il compito di Lassie si esaurisce quando la madre ritorna alla tana.

## La bambola
- Titolo originale: The Doll

### Trama
Una bambina si allontana da casa perdendosi in un bosco. Varie persone si mobilitano per cercarla, compresi Coery e le altre guardie forestali: trovata da Lassie, la bambina viene ricoverata all'ospedale. Successivamente, Corey e Lassie tornano indietro per cercare la bambola a cui la bambina è molto affezionata. Pur dovendo lottare con un falco che aveva portato la bambola nel suo nido, Lassie recupera la bambola.